# Regenboogkerk (Amsterdam)

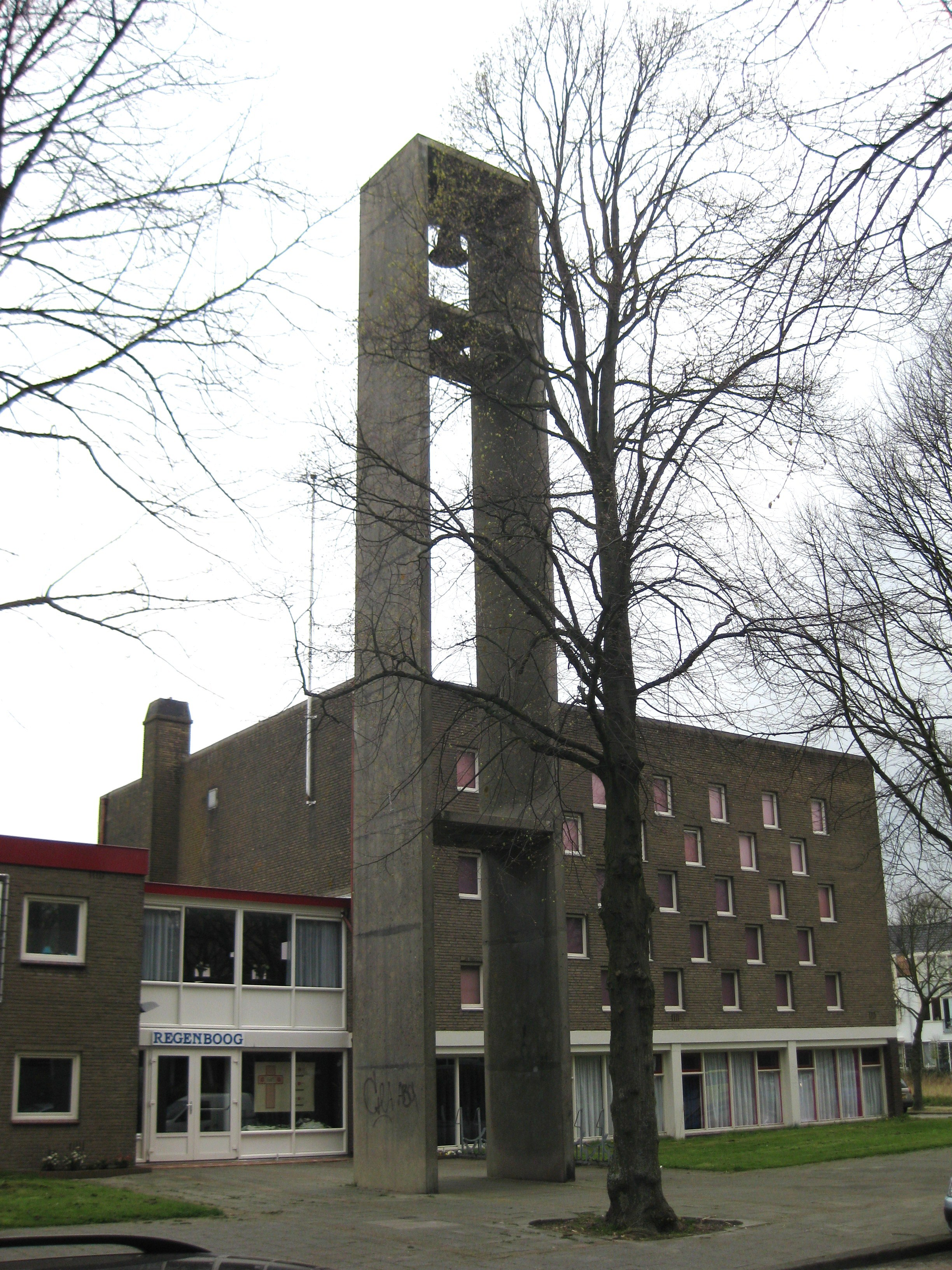
Regenboogkerk (april 2012)

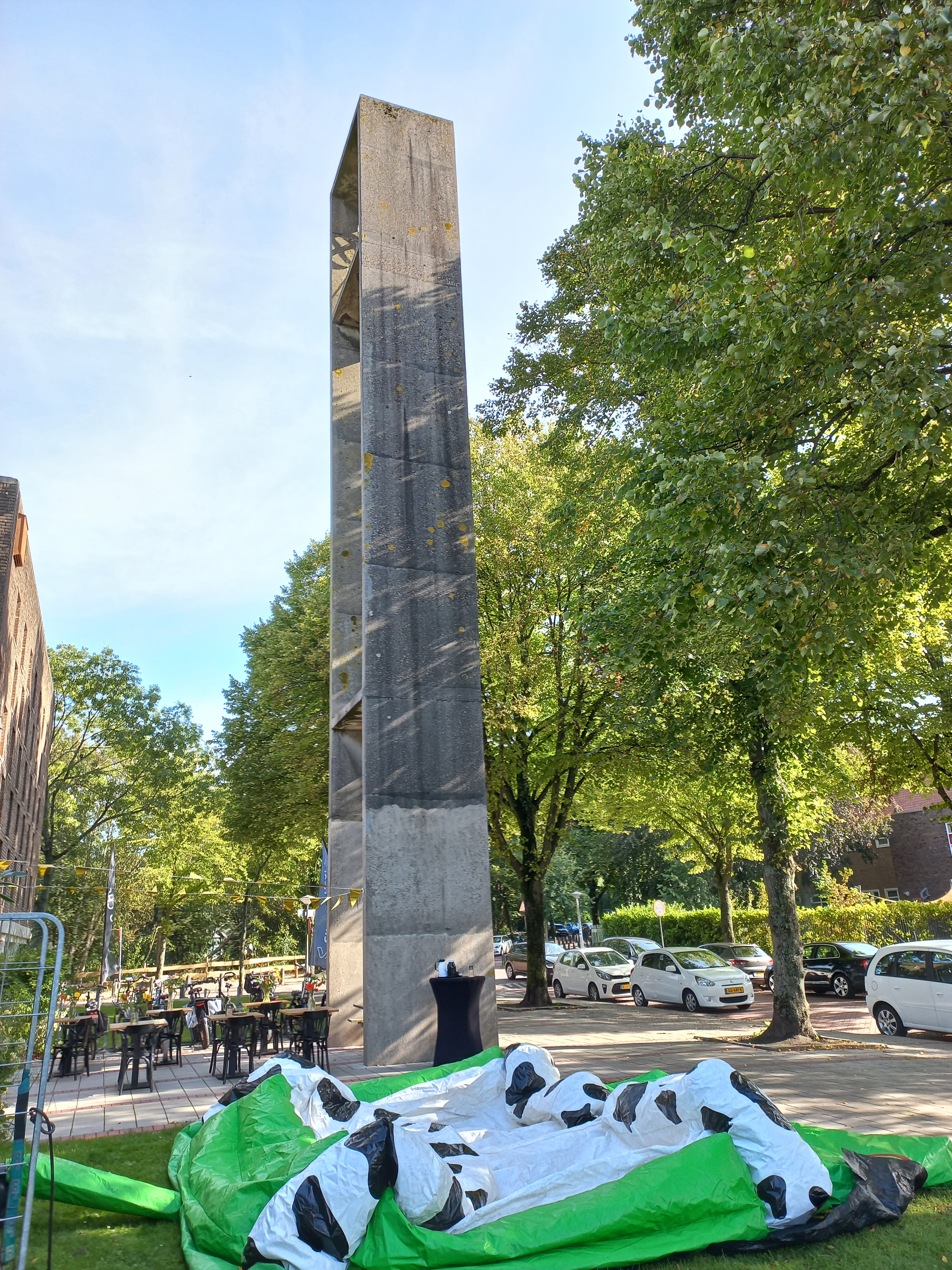
Vrijstaande klokkentoren (september 2023)

De Regenboogkerk is een protestantse kerk aan de Kometensingel 56 in de Amsterdamse wijk Tuindorp Oostzaan. 

## Geschiedenis
In 1960 werd Tuindorp Oostzaan getroffen door een overstroming. Hierbij werd de oorspronkelijke houten gereformeerde kerk onbruikbaar. De overmacht van water had de fundering bestaande uit een betonnen plaat aangetast; het gebouw was instabiel geworden en kreeg vrijwel direct het bord: "Verboden te betreden wegens bouwvalligheid". Al in de nazomer van 1960 verzocht de Kerkeraad der Gereformeerde Kerk Tuindorp Oostzaan een vergunning aan tot het bouwen van een kerk met wijkgebouw naar ontwerp van kerkarchitect Dick Egberts uit Hilversum. Ze tekende daarbij aan dat de nieuwe kerk een groter grondoppervlak in beslag zou nemen.  Opvallend aan de kerk in de losstaande klokkentoren. Dit soort type toren staat ook bij de Adventkerk in Amstelveen. Van Egberts is bekend dat hij voor het vele glaswerk glazeniers inschakelde om Bijbelse taferelen te maken in zijn grote vensterpartijen. Aan zowel de linker- als de rechterzijde van de kerkzaal bevinden zich daarom 33 raampjes, deze 66 ramen staan voor de 66 boeken die de Bijbel bevat. In maart 2009 zijn deze ramen vervangen en hebben sindsdien een roze filter in verband met de lichtinval.

## Herkomst van de naam
Het nieuwe gebouw kreeg de naam Regenboogkerk, omdat de regenboog het teken van God aan Noach was dat de aarde nooit meer geheel onder water zou komen te staan.

## Pinkstergemeente Agapè
In 1997 is pinkstergemeente Agapè vanuit de Binnendommerstraat verhuisd naar Amsterdam Noord. Zij kocht de Regenboogkerk van de Gereformeerde Kerk. Deze ging samen met de Hervormde Bethelkerk. De naam Regenboogkerk bleef behouden.